# Mississinewa (Schiff, 1955)
Die USS Mississinewa (AO-144) war ein Kriegsschiff der Neosho-Klasse der US Navy, das von 1955 bis 1991 als Versorgungstanker in Betrieb war. Sie war das zweite Schiff des Namens Mississinewa und wurde im Mai 1953 von der New York Shipbuilding Gesellschaft in Camden, New Jersey kielgelegt und am 2. Juni 1954 fertiggestellt. Bei der offiziellen Inbetriebnahme für die Dienste der US Navy wurde sie von Kapitän M. J. Jensen gesteuert.

## Geschichte

### United States Navy, 1955–1976
Die Mississinewa hatte die Funktion, Kriegsschiffe auf See mit Kraftstoff, Nahrungsmitteln, Post und anderen Vorräten zu beliefern. Zu Beginn ihrer Dienste operierte sie hauptsächlich an der Ostküste der Vereinigten Staaten. Am 1. Mai 1956 verließ sie ihren Heimathafen in Newport, Rhode Island, um sich zur italienischen Hafenstadt Neapel zu begeben. Neapel wurde zu ihren neuen Heimathafen, wo sie immer wieder beladen wurde, um Schiffe der 6. Flotte im Mittelmeer zu versorgen. Der Mittelmeereinsatz der Mississinewa dauerte bis 1964. Auch während der Suez-Krise, in der die 6. Flotte der Navy intervenierte, hatte sie den Auftrag, deren Schiffe zu beliefern. Mitte Juli 1958 begab sie sich für Hilfsdienste in den Mittleren Osten, wo sie über 200 Schiffe betankte, während die 6. Flotte mit ihren Soldaten den libanesischen Staatspräsidenten Chamoun im Rahmen der Operation Blue Bat unterstützte, dem Wahlbetrug vorgeworfen wurde. Von 1962 bis 1964 wurden die Aufgabenbereiche und Pflichten der Mississinewa verstärkt, als sie als Flaggschiff des Kommandanten der 6. Flotte fungierte.
Bis 1964 brach sie während ihrer Mission in geregelten Abständen zu Fahrten in die Vereinigten Staaten auf, um sich verschiedenen Verbesserungen zu unterziehen; beispielsweise der Errichtung eines Heliports auf dem Deck.
Von 1964 bis 1969 operierte sie im Westatlantik von Neufundland bis in die Karibik und tätigte einige Einsätze im Mittelmeer sowie 1966 einen Auftrag der NATO in den nördlichen Gewässern Norwegens.

### Military Sealift Command
Die USS Mississinewa wurde am 15. November 1976 von der Navy außerdienstgestellt und als USNS Mississinewa (T-AO-144) in die Arbeit des Military Sealift Commands überführt, welches von nun an mit einer zivilen Bordmannschaft ihren Aufträgen nachging.
1991 beendete die Mississinewa ihre Pflichten in den Diensten der amerikanischen Seefahrt und wurde am 16. Februar 1994 offiziell aus dem Register der in der US-Flotte aktiven Schiffe gestrichen.

## Abwrackung
1994 wurde das Schiff der United States Maritime Administration überstellt und am 1. Mai 1999 der National Defense Reserve Fleet eingegliedert, um letztendlich am 30. Januar 2007 in Brownsville, Texas verschrottet zu werden.

## Auszeichnungen
Für ihre Verdienste im Rahmen der Navy und des Military Sealift Commands erhielt die Mississinewa folgende Auszeichnungen:
- Joint Meritorious Unit Award

- Navy Battle „E“ Ribbon

- Navy Expeditionary Medal

- National Defense Service Medal

- Armed Forces Expeditionary Medal

- Coast Guard Meritorious Unit Commendation

- Coast Guard Special Operations Service Ribbon

Die Auszeichnungen sind vom höchsten Rang absteigend aufgelistet.

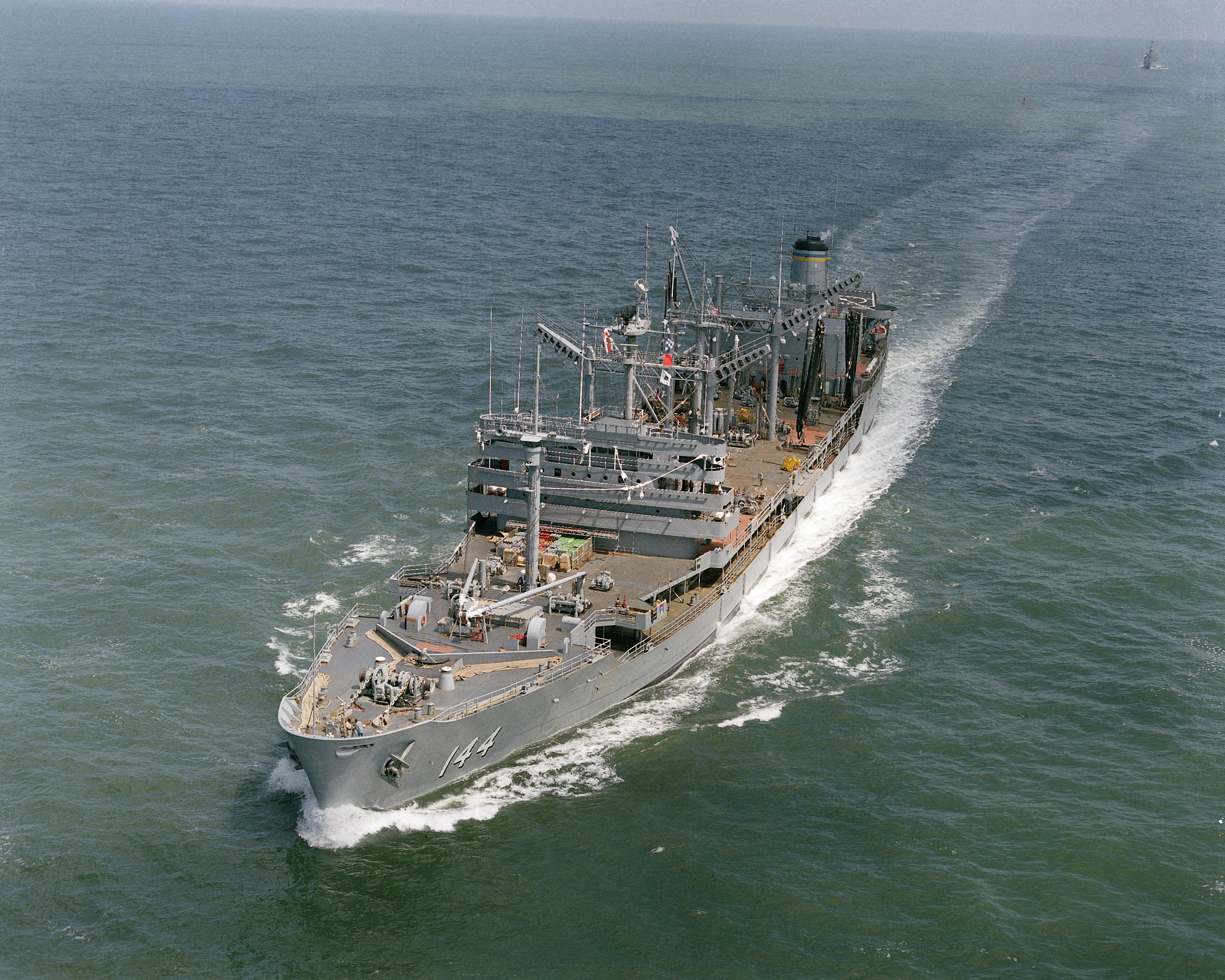
Die USNS Mississinewa 1986.